# Stelle (Ron)
Stelle è un album discografico del cantautore Ron pubblicato nel 1997 dall'etichetta discografica WEA Italiana.

## Descrizione
Ristampato nel 1998 con l'aggiunta del brano Un porto nel vento, con cui l'autore ha partecipato al Festival di Sanremo 1998.
Nei cori compaiono Iskra Menarini e Riccardo Majorana, storici collaboratori di Lucio Dalla, Andrea Mirò e il fratello di Ron, Italo Cellamare.
La canzone A chi tene vint’anne (testo di Titina De Filippo e musiche di Ron ) è cantata in napoletano e contiene una traccia audio originale di Titina De Filippo.
Nella canzone Boys in Time, compare in un “assolo” anche Roby, il cane di Ron.
L’album è stato registrato e mixato allo Studio Angelo di Garlasco, lo studio di Ron.

## Tracce
1. Un porto nel vento - 4:15 (presente solo nell'edizione 1998)
2. Cambio tutto - 4:21
3. Voglio il mio nido - 4:21
4. Se te ne vai - 4:03
5. Pepe Bar - 4:32
6. Telefono elettronico - 3:16
7. Amami - 3:55
8. Stella mia - 4:23
9. A chi tene vint'anne - 5:24
10. Un anno senza te - 4:13
11. Boys in Time - 3:59
12. Colomba - 4:40
13. Sei dentro di me (Save the Last Dance for Me) - 3:05

## Formazione
- Ron – voce, cori, chitarra acustica, pianoforte
- Paolo Costa – basso
- Elio Rivagli – batteria
- Giovanni Boscariol – organo Hammond
- Chris Cameron – pianoforte
- Andrea Pistilli – chitarra acustica
- Chicco Gussoni – chitarra elettrica
- Fabio Coppini – tastiera, cori, pianoforte, batteria elettronica
- David Rhodes – chitarra elettrica
- Sophie Walsh – percussioni
- Stefano Melone – tastiera
- Per Lindvall – batteria
- Hossam Ramzy – percussioni
- Andrea Mirò – violino, cori
- Iskra Menarini, Riccardo Majorana, Italo Cellamare, Fawzia Selama, Greg Walsh – cori

## Classifiche
| Classifica (1997) | Posizione massima |
| ----------------- | ----------------- |
| Italia            | 13                |